# Kevin Levrone
Kevin "Maryland Muscle Machine" Levrone, född 16 juli 1964 i Baltimore, Maryland, är en professionell kroppsbyggare.
175cm lång & vägde 109kg on-season under sina bästa professionella tävlingsår. Levrone har avslutat sin tävlingskarriär.

## Tävlingshistorik
| - 1991 Junior Nationals - NPC, HeavyWeight, 2nd - 1991 Nationals - NPC, HeavyWeight, 1st - 1991 Nationals - NPC, Overall Winner - 1992 Chicago Pro Invitational, 3rd - 1992 Night of Champions, 1st - 1992 Mr. Olympia, 2nd - 1993 Grand Prix France (2), 5th - 1993 Grand Prix Germany (2), 1st - 1993 Grand Prix Spain, 3rd - 1993 Mr. Olympia, 5th - 1994 Arnold Classic, 1st - 1994 Grand Prix England, 2nd - 1994 Grand Prix France (2), 1st - 1994 Grand Prix Germany, 2nd - 1994 Grand Prix Italy, 1st - 1994 Grand Prix Spain, 2nd - 1994 Mr. Olympia, 3rd - 1994 San Jose Pro Invitational, 1st - 1995 Grand Prix England, 2nd - 1995 Grand Prix Germany, 1st - 1995 Grand Prix Russia, 1st - 1995 Grand Prix Spain, 1st - 1995 Mr. Olympia, 2nd | - 1996 Arnold Classic, 1st - 1996 Grand Prix Czech Republic, 2nd - 1996 Grand Prix England, 2nd - 1996 Grand Prix Germany, 3rd - 1996 Grand Prix Russia, 2nd - 1996 Grand Prix Spain, 2nd - 1996 Grand Prix Switzerland, 3rd - 1996 Mr. Olympia, 3rd - 1996 San Jose Pro Invitational, 1st - 1997 Arnold Classic, 2nd - 1997 Grand Prix Czech Republic, 1st - 1997 Grand Prix England, 1st - 1997 Grand Prix Finland, 1st - 1997 Grand Prix Germany, 1st - 1997 Grand Prix Hungary, 1st - 1997 Grand Prix Russia, 2nd - 1997 Grand Prix Spain, 1st - 1997 Mr. Olympia, 4th - 1998 Grand Prix Finland, 2nd | - 1998 Grand Prix Germany, 2nd - 1998 Night of Champions, 2nd - 1998 Mr. Olympia, 4th - 1998 San Francisco Pro Invitational, 1st - 1998 Toronto Pro Invitational, 2nd - 1999 Arnold Classic, 2nd - 1999 Grand Prix England, 3rd - 1999 Mr. Olympia, 4th - 1999 World Pro Championships, 3rd - 2000 Arnold Classic, 3rd - 2000 Mr. Olympia, 2nd - 2001 Grand Prix England, 1st - 2001 Mr. Olympia, 3rd - 2002 Arnold Classic, 5th - 2002 Grand Prix Australia, 4th - 2002 Mr. Olympia, 2nd - 2003 Arnold Classic, 5th - 2003 Mr. Olympia, 6th - 2003 Show of Strength Pro Championship, 3rd - 2016 Mr. Olympia, 16th - 2018 Arnold Classic Australia, 13th |